# Saint-André-de-Lancize
Saint-André-de-Lancize är en kommun i departementet Lozère i regionen Occitanien i södra Frankrike. Kommunen ligger i kantonen Saint-Germain-de-Calberte som tillhör arrondissementet Florac. År 2022 hade Saint-André-de-Lancize 163 invånare.

## Befolkningsutveckling
Antalet invånare i kommunen Saint-André-de-Lancize
| Referens: INSEE |